# Dorotea de Brandeburgo (1420-1491)
Dorotea de Brandeburgo (9 de febrero de 1420 - 19 de enero de 1491) fue una princesa de Brandeburgo por nacimiento y por matrimonio duquesa de Mecklemburgo.

## Biografía
Dorotea nació en Berlín, hija del Elector Federico I de Brandeburgo (1371-1440) de su matrimonio con Isabel (1383-1442), hija del Duque Federico de Baviera-Landshut. Los hermanos de Dorotea eran los Electores Federico II y Alberto Aquiles, que sucesivamente gobernaron sobre Brandeburgo.
En mayo de 1432, Dorotea se casó con el Duque Enrique IV de Mecklemburgo (1417-1477). Ella recibió como dote Dömitz y Gorlosen, que su hermana Margarita también había recibido cuando se casó con la Casa de Mecklemburgo. El marido de Margarita, Alberto V, sin embargo, había fallecido poco después del matrimonio. Cuando surgió una disputa posteriormente entre Brandeburgo y Mecklemburgo sobre la herencia del principado de Wenden, los lazos familiares entre el Duque Enrique y el Elector Federico hicieron más fácil alcanzar un acuerdo.
Enrique IV murió en 1477. Después de 1485 Dorotea vivió como monja en el convento de Rehna. Murió en el monasterio benedictino de Rehna en 1491 y fue enterrada en la Iglesia de la Ciudad de San Jaime y San Dionisio en Gadebusch. Su lápida está marcada con un dibujo inciso de la Duquesa coronada como monja.

## Descendencia
De su matrimonio con Enrique, Dorotea tuvo los siguientes hijos:
- Alberto VI (1438-1483), Duque de Mecklemburgo

casado en 1466 o 1468 con la Condesa Catalina de Lindau-Ruppin († 1485)
- Juan VI († 1474), Duque de Mecklemburgo
- Magnus II (1441-1503), Duque de Mecklemburgo

casado en 1478 con la princesa Sofía de Pomerania (1460-1504)
- Catalina (1442-1451/52)
- Ana (1447-1464)
- Isabel (1449-1506), abadesa de Ribnitz
- Baltasar (1451-1507), Duque de Mecklemburgo, coadjutor en la diócesis de Schwerin hasta 1479